# Nils Hognestad
Nils Hognestad (* 16. Juli 1984 in Bergen, Vestland) ist ein norwegisch-kanadischer Schauspieler und Synchronsprecher.

## Leben
Hognestad wurde nach seinem Großvater mütterlicherseits benannt. Er hat eine Schwester. Aus beruflichen Gründen seines Vaters der bei der Schifffahrt tätig war, zog die Familie während seiner Kindheit nach London, England und später ins kanadische Vancouver. Daher spricht er auch fließend Englisch. Daneben spricht er Dänisch und hat Kenntnisse in Französisch. Noch als Kind wurde sein Interesse an dem Schauspiel geweckt und er begann ab seinem zehnten Lebensjahr Schauspielkurse zu besuchen. 2006 verließ er die Ryerson University mit einem Bachelor of Fine Arts in Performance. Anschließend erhielt er am London Academy of Music and Dramatic Art sein Diplom in klassischen Schauspiel. Er verdiente sein damaligen Lebensunterhalt als Barkeeper in verschiedenen Nachtclubs, auch solche für eine homosexuelle Klientel. Hognestad selbst lebt offen homosexuell.
Er debütierte 2007 in dem Kurzfilm Not Committed. 2010 hatte er eine Nebenrolle im Fernsehfilm Lake Placid 3. Es folgten Episodenrollen in Fernsehserien wie Supernatural, R. L. Stine’s The Haunting Hour oder Almost Human, ehe er ab 2013 bis 2015 die Rolle des Mitchell in der Fernsehserie Backpackers darstellte. Daneben war er in Kurzfilmen zu sehen. In den nächsten Jahren folgten größere Serienrollen in Once Upon a Time – Es war einmal …, Die Spielzeugfabrik, Aftermath, Legends of Tomorrow oder Evolve: Year Zero. Er wirkte außerdem in den Filmproduktionen Nachts im Museum: Das geheimnisvolle Grabmal, Kleine Goldgräber – Ein bärenstarkes Abenteuer in Kanada, Rufus 2, Overboard oder Psych 2: Lassie Come Home mit.

## Filmografie (Auswahl)
- 2007: Not Committed (Kurzfilm)
- 2010: Lake Placid 3 (Fernsehfilm)
- 2011: Supernatural (Fernsehserie, Episode 7x05)
- 2012: R. L. Stine’s The Haunting Hour (Fernsehserie, Episode 2x17)
- 2012: The Movie Out Here
- 2013: Fighting Free (Kurzfilm)
- 2013: The BFF Club (Kurzfilm)
- 2013: Almost Human (Fernsehserie, Episode 1x01)
- 2013–2015: Backpackers (Fernsehserie, 8 Episoden)
- 2014: June in January (Fernsehfilm)
- 2014: Fifty Shades of Grace (Kurzfilm)
- 2014: Stolen from the Womb (Fernsehfilm)
- 2014: Once Upon a Time – Es war einmal … (Once Upon a Time, Fernsehserie, 2 Episoden)
- 2014: Nachts im Museum: Das geheimnisvolle Grabmal (Night at the Museum: Secret of the Tomb)
- 2014–2015: Die Spielzeugfabrik (Some Assembly Required, Fernsehserie, 3 Episoden)
- 2015: Kleine Goldgräber – Ein bärenstarkes Abenteuer in Kanada (Min søsters børn og guldgraverne)
- 2016: Under Fire (Fernsehfilm)
- 2016: Grand Unified Theory
- 2016: Aftermath (Fernsehserie, 2 Episoden)
- 2017: Rufus 2 (Fernsehfilm)
- 2017: Supernatural (Fernsehserie, Episode 12x10)
- 2017: This Is Your Death
- 2017: The Mechanics of Love (Fernsehfilm)
- 2017: Somewhere Between (Fernsehserie, Episode 1x05)
- 2017: Crash Pad
- 2017: Legends of Tomorrow (DC’s Legends of Tomorrow, Fernsehserie, 2 Episoden)
- 2017: Ghost Wars (Fernsehserie, Episode 1x02)
- 2018: Evolve: Year Zero (Fernsehserie, 8 Episoden)
- 2018: Overboard
- 2018: Coulda, Woulda, Shoulda
- 2019: Unspeakable (Mini-Serie, Episode 1x06)
- 2019: Ghosting: The Spirit of Christmas (Fernsehfilm)
- 2020: Hint of Love (Fernsehfilm)
- 2020: Psych 2: Lassie Come Home (Fernsehfilm)
- 2020: Cross Country Christmas (Fernsehfilm)
- 2021: A Clüsterfünke Christmas (Fernsehfilm)
- 2022: Blockbuster (Fernsehserie)

## Synchronisationen
- 2018: Doragaria rosuto (Videospiel)

## Theater (Auswahl)
- 2006: Huffing Lysol, Regie: Aviva Zimmerman (Factory Studio Theatre)